# Ruyaga (periodiskt vattendrag)
Ruyaga är ett periodiskt vattendrag i Burundi.   Det ligger i provinsen Kirundo, i den norra delen av landet, 140 kilometer nordost om huvudstaden Bujumbura.
Omgivningarna runt Ruyaga är en mosaik av jordbruksmark och naturlig växtlighet. Runt Ruyaga är det tätbefolkat, med 308 invånare per kvadratkilometer.